# Caso Ivan Golunov

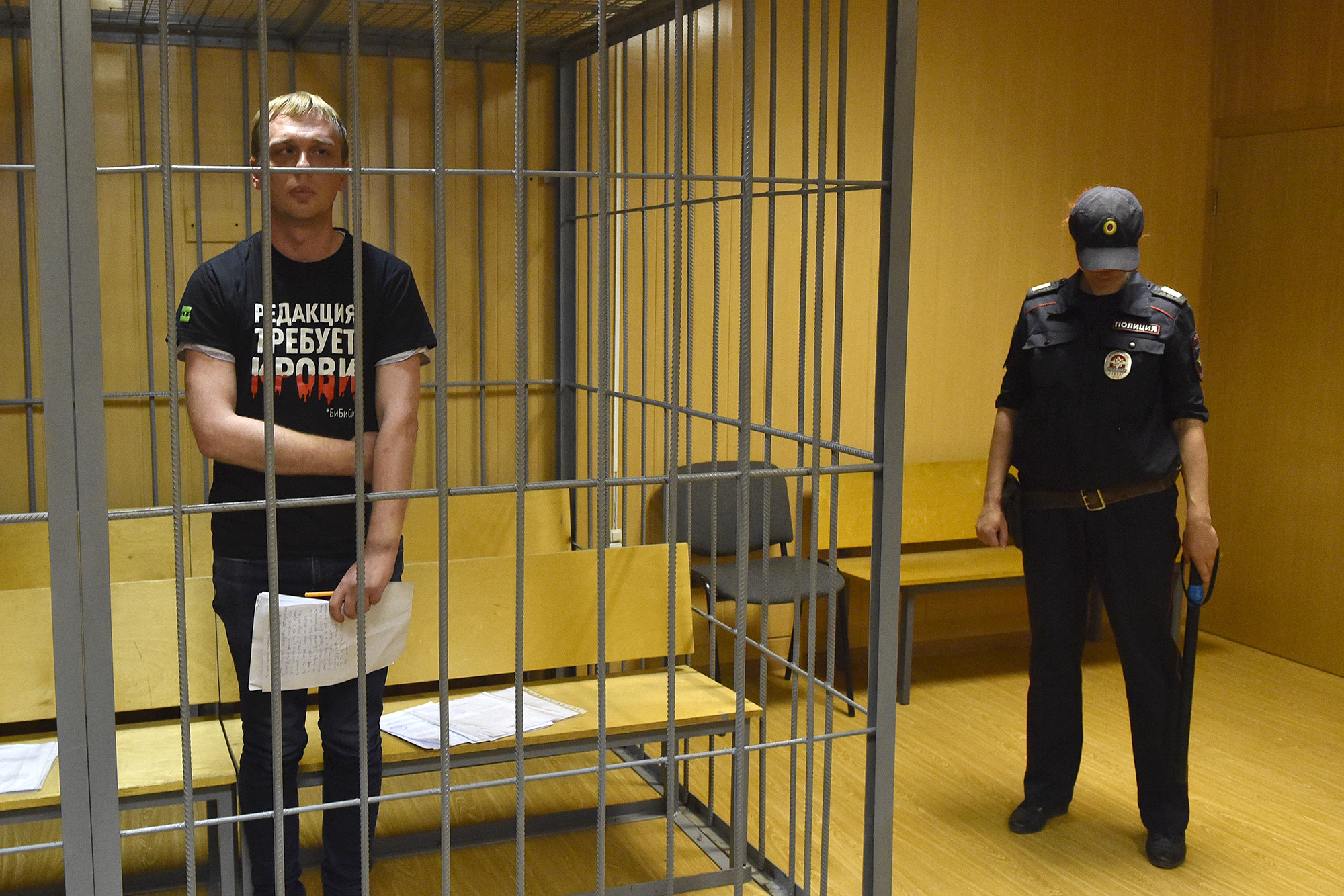
Ivan Golunov nella sala della corte distrettuale Nikulinskij di Mosca, 8 giugno 2019.

Il caso Ivan Golunov è stato un procedimento penale avviato nei confronti di un corrispondente del quotidiano russo online Meduza, accusato di tentato spaccio di sostanze stupefacenti. Il caso ha ottenuto ampia risonanza tra l'opinione pubblica per via delle infrazioni commesse dalle forze dell'ordine al momento dell'arresto e delle successive azioni di protesta. Per molti rappresentanti dei media e personaggi pubblici, compreso lo stesso Golunov, il procedimento penale non è stato altro che una forma di ritorsione messa in atto a seguito delle indagini svolte dal giornalista.
L'11 giugno 2019, cinque giorni dopo l'arresto, il Ministero degli affari interni russo ha fatto cadere le accuse e ha rilasciato Ivan Golunov per mancanza di prove. Con il ritiro delle accuse, Golunov è diventato testimone del caso relativo al traffico di stupefacenti e ha ottenuto la protezione dello stato.
A seguito dell'incidente, il ministro degli interni Vladimir Kolokol'cev ha sottoposto al presidente russo una richiesta per la rimozione dai propri incarichi del generale Andrej Pučkov, direttore del Ministero degli affari interni per il distretto amministrativo occidentale di Mosca, e di Jurij Devjatkin, capo del dipartimento per la lotta al traffico di droga nella città di Mosca. Il 13 giugno la petizione è stata ratificata dal presidente Vladimir Putin.